# 2519 Annagerman
2519 Annagerman è un asteroide della fascia principale. Scoperto nel 1975, presenta un'orbita caratterizzata da un semiasse maggiore pari a 3,1408174 UA e da un'eccentricità di 0,1739582, inclinata di 2,42308° rispetto all'eclittica.
È dedicato alla cantante polacca Anna German.